# سکوایزولاریسی‌رزینول
سکوایزولاریسی‌رزینول (به انگلیسی: Secoisolariciresinol) یک ترکیب شیمیایی با شناسه پاب‌کم ۶۵۳۷۳ است.